# Padise
Padise (em estoniano:  Padise vald) é um município rural estoniano localizado na região de Harjumaa.